# Friedrich Sarauw
Georg Friedrich Ernst Sarauw (13. maj 1779 i Ruschbaden i Hannover – 16. juli 1846 i Sorø) var en dansk forstmand.

## Karriere
Han blev født i Hannover, hvor faderen, Johann Friedrich Wilhelm Meyer, var amtsforvalter; moderen, Charlotte Elisabeth Christiane født Albrecht, bar i 1. ægteskab navnet Rischmüller. 28. marts 1797 blev Sarauw adopteret af sin onkel, preussisk kaptajn Georg Adolph Sarauw (1742-1802), der var gift med hans moster Johanna Ernestine Augusta Albrecht (1754-1834), i Holsten, og fik dermed navnet Sarauw. Efter at have uddannet sig praktisk og teoretisk kom han 1802 til Danmark, hvor han samme år blev naturaliseret og ansat som skovrider på Frederiksborg Distrikt. Her virkede han i 30 år, hvorefter han 1832 blev udnævnt til forstinspektør ved Sorø Akademi, en stilling, han beklædte indtil sin død, 16. juli 1846. Sarauws indsats er præget af inspiration fra Heinrich von Cotta, som han havde studeret hos i Kiel og Zillbach.

## Betydning
Sarauw var en meget kundskabsrig mand, der har udfoldet en betydelig forfattervirksomhed; allerede 1801 udgav han (på tysk) et skrift om bøgeskovens behandling, der nyder stor anseelse, og senere Landhusholdningsselskabets beskrivelse af Frederiksborg Amt (1831). Tillige var han medlem af flere vigtige kommissioner, nedlem af Landhusholdningsselskabet og medlem af Forsteksaminationskommissionen. 1829 blev han virkelig forstråd, 1832 virkelig justitsråd og 1840 Ridder af Dannebrog.
29. maj 1805 ægtede han i Kiel Juliane Marie Randahl (døbt 12. februar 1779 i Kiel - 6. december 1872 i Sorø), datter af chef for Generallandøkonomi og Forbedringsdirektoratet, justitsråd, senere etatsråd Carl Friderich Randahl (ca. 1736-1806, gift 2. gang med Maria Magdalene von der
Wiese, ca. 1751-1830) og Anna Elisabeth Sophie Seelhorst.
Der findes et portrætmaleri af Sarauw udført 1845 af Jørgen Roed og et stylografi efter dette.